# جيم اودوميجو اوجوكو
جيم اودوميجو اوجوكو (بالإنجليزية: C. Odumegwu Ojukwu)‏ (و. 1933 – 2011 م) هو سياسي، وعسكري محترف من نيجيريا .

## روابط خارجية
- جيم اودوميجو اوجوكو على موقع IMDb (الإنجليزية)
- جيم اودوميجو اوجوكو على موقع الموسوعة البريطانية (الإنجليزية)
- جيم اودوميجو اوجوكو على موقع مونزينجر (الألمانية)
- جيم اودوميجو اوجوكو على موقع ديسكوغز (الإنجليزية)